# Epinephelus flavocaeruleus
Espèce
Statut de conservation UICN

 LC  : Préoccupation mineure
Epinephelus flavocaeruleus, communément nommé Mérou faraud, est une espèce de poissons marins de la famille des Serranidae.

## Description
Le mérou faraud est un poisson de taille moyenne pouvant atteindre 90 cm de long, mais la taille moyenne couramment observée est de 45 cm.
Son corps est massif, comprimé latéralement et son aspect général est arrondi. Lorsque ce mérou est adulte, sa livrée est gris-bleu, l'intensité de la teinte peut varier d'un individu à l'autre allant du gris-bleu ciel au bleu sombre,des paillettes grises peuvent apparaître chez certains individus, toutes ses nageoires sont jaunes et une moustache jaune est présente sur sa lèvre supérieur.
Le juvénile possède, quant à lui, une livrée dans les tons gris-bleu, mais seulement sur la partie antérieure du corps, le reste étant jaune.

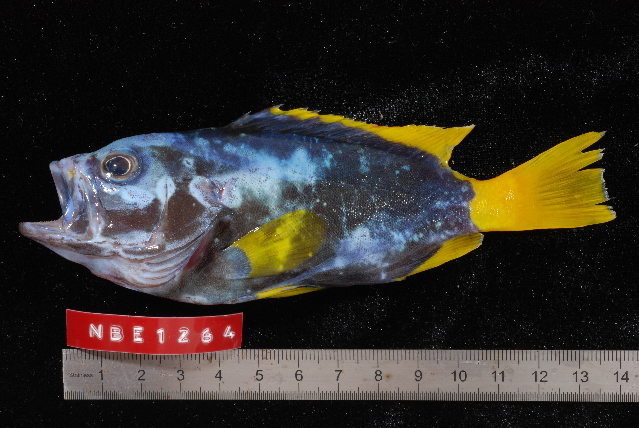

## Distribution & habitat
Le mérou faraud est présent dans les eaux tropicales et subtropicales de l'Océan Indien soit des côtes orientales de l'Afrique aux îles occidentales de l'Indonésie, Mer Rouge et Golfe Persique exclus. 
Juvénile, il fréquente les zones récifales peu profondes. À l'âge adulte, il préfèrera les abords des récifs jusqu'à 150 de profondeur.

## Biologie
Le mérou faraud est solitaire, de mœurs sédentaires, il défend un territoire bien délimité, il a une activité nocturne, il chasse à l'affût ses proies de préférence au crépuscule.
Il a un régime alimentaire carnivore qui se compose essentiellement de divers poissons, de crustacés et de céphalopodes.